# Курутія колумбійська
Куру́тія колумбійська (Cranioleuca hellmayri) — вид горобцеподібних птахів родини горнерових (Furnariidae). Ендемік Колумбії. Вид названий на честь австрійського орнітолога Карла Едуарда Геллмайра.

## Опис
Довжина птаха становить 14-15 см, вага 14-16 г. Верхня частина тіла оливково-коричнева. Крила і хвіст рудувато-каштанові. Горло сірувате, нижня частина тіла попелясто-сіра. Тім'я рудувато-коричневе, поцятковане темними плямками, над очима білуваті "брови". Щоки оливково-сірі, поцятковані темними плямками. Райдужки жовтуваті.

## Поширення і екологія
Колумбійські курутії є ендеміками гірського масиву Сьєрра-Невада-де-Санта-Марта на півночі Колумбії. Вони живуть в кронах вологих гірських тропічних лісів та на узліссях. Зустрічаються на висоті від 1520 до 3000 м над рівнем моря.